# Ludovic Magnin
Ludovic Magnin (Losanna, 20 aprile 1979) è un allenatore di calcio ed ex calciatore svizzero, di ruolo difensore, tecnico del Basilea.

## Biografia
È cresciuto ad Echallens, nel canton Vaud, in una famiglia "pazza per il calcio": il padre giocava in una società di prima lega, mentre la madre nella squadra femminile del paese. È diplomato docente di scuola elementare ed è sposato con Chantale da cui ha avuto due figli, Nicos (nato nel 2002) e Thierry (nato nel 2006).

## Carriera

### Club
Cresce nell'FC Echallens, nelle cui giovanili rimane fino al 1996 quando si trasferisce per una stagione nel Losanna. Nell'estate del 1997 viene acquistato dall'Yverdon, squadra della Divisione Nazionale B, dove esordisce e disputa in tre anni 45 partite. Nel 2000 si trasferisce nell'ambizioso FC Lugano disputando l'intero campionato 2000/01, con 28 presenze, e metà della stagione successiva fino a gennaio, quando passa ai tedeschi del Werder Brema.
Nelle prime tre stagioni in Bundesliga gioca solo 20 partite, realizzando una rete, e nella stagione in cui vince un campionato ed una Coppa di Germania nella stagione 2003/04, si frattura lo zigomo, lacerandosi diverse fibre muscolari. Nella stagione successiva trova molto più spazio nella squadra tedesca disputando 25 gare, con 3 reti, in campionato e 8 in Champions League.
Nell'estate del 2005 viene acquistato dallo Stoccarda e la stagione successiva conquista il suo secondo titolo di Bundesliga, con 22 presenze ed una rete proprio contro la sua ex-squadra. Il 4 febbraio 2008 prolunga il suo contratto con lo Stoccarda fino al 2010.
Il 26 agosto 2012 annuncia il suo ritiro dal calcio giocato; il giocatore rimarrà comunque nella sua ultima squadra, lo Zurigo, come membro dello staff tecnico.

### Nazionale
Nel 2000 grazie alle buone prestazioni nel Lugano, si guadagna la prima convocazione nella Nazionale di calcio svizzera, con cui debutta in agosto contro la Grecia. Ha fatto parte della nazionale svizzera in occasione del campionato d'Europa 2004, del campionato del mondo 2006 e del campionato d'Europa 2008, dove indossa la fascia di capitano in seguito all'infortunio che ha bloccato Alexander Frei.
Dopo il Mondiale 2010 ha lasciato la Nazionale.

## Statistiche

### Cronologia presenze e reti in nazionale
| Cronologia completa delle presenze e delle reti in nazionale ― Svizzera | Cronologia completa delle presenze e delle reti in nazionale ― Svizzera | Cronologia completa delle presenze e delle reti in nazionale ― Svizzera | Cronologia completa delle presenze e delle reti in nazionale ― Svizzera | Cronologia completa delle presenze e delle reti in nazionale ― Svizzera | Cronologia completa delle presenze e delle reti in nazionale ― Svizzera | Cronologia completa delle presenze e delle reti in nazionale ― Svizzera | Cronologia completa delle presenze e delle reti in nazionale ― Svizzera |
| Data                                                                    | Città                                                                   | In casa                                                                 | Risultato                                                               | Ospiti                                                                  | Competizione                                                            | Reti                                                                    | Note                                                                    |
| ----------------------------------------------------------------------- | ----------------------------------------------------------------------- | ----------------------------------------------------------------------- | ----------------------------------------------------------------------- | ----------------------------------------------------------------------- | ----------------------------------------------------------------------- | ----------------------------------------------------------------------- | ----------------------------------------------------------------------- |
| 16-8-2000                                                               | San Gallo                                                               | Svizzera                                                                | 2 – 2                                                                   | Grecia                                                                  | Amichevole                                                              | -                                                                       | 46’                                                                     |
| 11-10-2000                                                              | Lubiana                                                                 | Slovenia                                                                | 2 – 2                                                                   | Svizzera                                                                | Qual. Mondiali 2002                                                     | -                                                                       | 64’ 72’                                                                 |
| 25-4-2001                                                               | Zurigo                                                                  | Svizzera                                                                | 0 – 2                                                                   | Svezia                                                                  | Amichevole                                                              | -                                                                       | 46’                                                                     |
| 13-2-2002                                                               | Limassol                                                                | Ungheria                                                                | 1 – 2                                                                   | Svizzera                                                                | Amichevole                                                              | 1                                                                       |                                                                         |
| 27-3-2002                                                               | Stoccolma                                                               | Svezia                                                                  | 1 – 1                                                                   | Svizzera                                                                | Amichevole                                                              | -                                                                       | 78’                                                                     |
| 21-8-2002                                                               | Basilea                                                                 | Svizzera                                                                | 3 – 2                                                                   | Austria                                                                 | Amichevole                                                              | -                                                                       | 76’                                                                     |
| 8-9-2002                                                                | Basilea                                                                 | Svizzera                                                                | 4 – 1                                                                   | Georgia                                                                 | Qual. Euro 2004                                                         | -                                                                       | 82’                                                                     |
| 12-10-2002                                                              | Tirana                                                                  | Albania                                                                 | 1 – 1                                                                   | Svizzera                                                                | Qual. Euro 2004                                                         | -                                                                       |                                                                         |
| 16-10-2002                                                              | Dublino                                                                 | Irlanda                                                                 | 1 – 2                                                                   | Svizzera                                                                | Qual. Euro 2004                                                         | -                                                                       |                                                                         |
| 30-4-2003                                                               | Ginevra                                                                 | Svizzera                                                                | 1 – 2                                                                   | Italia                                                                  | Amichevole                                                              | -                                                                       | 60’                                                                     |
| 7-6-2003                                                                | Basilea                                                                 | Svizzera                                                                | 2 – 2                                                                   | Russia                                                                  | Qual. Euro 2004                                                         | -                                                                       | 61’                                                                     |
| 2-6-2004                                                                | Losanna                                                                 | Svizzera                                                                | 0 – 2                                                                   | Germania                                                                | Amichevole                                                              | -                                                                       | 46’                                                                     |
| 6-6-2004                                                                | Zurigo                                                                  | Svizzera                                                                | 1 – 0                                                                   | Liechtenstein                                                           | Amichevole                                                              | -                                                                       | 46’                                                                     |
| 21-6-2004                                                               | Coimbra                                                                 | Svizzera                                                                | 1 – 3                                                                   | Francia                                                                 | Euro 2004 - 1º turno                                                    | -                                                                       | 86’                                                                     |
| 18-8-2004                                                               | San Gallo                                                               | Svizzera                                                                | 0 – 0                                                                   | Irlanda del Nord                                                        | Amichevole                                                              | -                                                                       | 46’                                                                     |
| 4-9-2004                                                                | Basilea                                                                 | Svizzera                                                                | 6 – 0                                                                   | Fær Øer                                                                 | Qual. Mondiali 2006                                                     | -                                                                       | 46’                                                                     |
| 8-9-2004                                                                | Zurigo                                                                  | Svizzera                                                                | 1 – 1                                                                   | Irlanda                                                                 | Qual. Mondiali 2006                                                     | -                                                                       |                                                                         |
| 9-10-2004                                                               | Tel Aviv                                                                | Israele                                                                 | 2 – 2                                                                   | Svizzera                                                                | Qual. Mondiali 2006                                                     | -                                                                       | 44’                                                                     |
| 9-2-2005                                                                | Dubai                                                                   | Emirati Arabi Uniti                                                     | 1 – 2                                                                   | Svizzera                                                                | Amichevole                                                              | -                                                                       | 46’                                                                     |
| 26-3-2005                                                               | Saint-Denis                                                             | Francia                                                                 | 0 – 0                                                                   | Svizzera                                                                | Qual. Mondiali 2006                                                     | -                                                                       | 69’                                                                     |
| 30-3-2005                                                               | Zurigo                                                                  | Svizzera                                                                | 1 – 0                                                                   | Cipro                                                                   | Qual. Mondiali 2006                                                     | -                                                                       | 82’                                                                     |
| 4-6-2005                                                                | Toftir                                                                  | Fær Øer                                                                 | 1 – 3                                                                   | Svizzera                                                                | Qual. Mondiali 2006                                                     | -                                                                       |                                                                         |
| 17-8-2005                                                               | Oslo                                                                    | Norvegia                                                                | 0 – 2                                                                   | Svizzera                                                                | Amichevole                                                              | -                                                                       | 79’                                                                     |
| 3-9-2005                                                                | Basilea                                                                 | Svizzera                                                                | 1 – 1                                                                   | Israele                                                                 | Qual. Mondiali 2006                                                     | -                                                                       | 89’                                                                     |
| 8-10-2005                                                               | Berna                                                                   | Svizzera                                                                | 1 – 1                                                                   | Francia                                                                 | Qual. Mondiali 2006                                                     | 1                                                                       |                                                                         |
| 12-10-2005                                                              | Dublino                                                                 | Irlanda                                                                 | 0 – 0                                                                   | Svizzera                                                                | Qual. Mondiali 2006                                                     | -                                                                       |                                                                         |
| 12-11-2005                                                              | Ginevra                                                                 | Svizzera                                                                | 2 – 0                                                                   | Turchia                                                                 | Qual. Mondiali 2006                                                     | -                                                                       | 68’                                                                     |
| 27-5-2006                                                               | Basilea                                                                 | Svizzera                                                                | 1 – 1                                                                   | Costa d'Avorio                                                          | Amichevole                                                              | -                                                                       |                                                                         |
| 31-5-2006                                                               | Lancy                                                                   | Svizzera                                                                | 1 – 1                                                                   | Italia                                                                  | Amichevole                                                              | -                                                                       | 46’                                                                     |
| 3-6-2006                                                                | Zurigo                                                                  | Svizzera                                                                | 4 – 1                                                                   | Cina                                                                    | Amichevole                                                              | -                                                                       |                                                                         |
| 13-6-2006                                                               | Stoccarda                                                               | Francia                                                                 | 0 – 0                                                                   | Svizzera                                                                | Mondiali 2006 - 1º turno                                                | -                                                                       | 42’                                                                     |
| 19-6-2006                                                               | Dortmund                                                                | Togo                                                                    | 0 – 2                                                                   | Svizzera                                                                | Mondiali 2006 - 1º turno                                                | -                                                                       |                                                                         |
| 26-6-2006                                                               | Colonia                                                                 | Svizzera                                                                | 0 – 0 dts (0 – 3 dtr)                                                   | Ucraina                                                                 | Mondiali 2006 - Ottavi di finale                                        | -                                                                       |                                                                         |
| 16-8-2006                                                               | Vaduz                                                                   | Liechtenstein                                                           | 0 – 3                                                                   | Svizzera                                                                | Amichevole                                                              | -                                                                       | 44’                                                                     |
| 2-9-2006                                                                | Basilea                                                                 | Svizzera                                                                | 1 – 0                                                                   | Venezuela                                                               | Amichevole                                                              | -                                                                       | 33’                                                                     |
| 6-9-2006                                                                | Ginevra                                                                 | Svizzera                                                                | 2 – 0                                                                   | Costa Rica                                                              | Amichevole                                                              | -                                                                       | 46’                                                                     |
| 11-10-2006                                                              | Vienna                                                                  | Austria                                                                 | 2 – 1                                                                   | Svizzera                                                                | Amichevole                                                              | -                                                                       | 28’ 46’                                                                 |
| 15-11-2006                                                              | Basilea                                                                 | Svizzera                                                                | 1 – 2                                                                   | Brasile                                                                 | Amichevole                                                              | -                                                                       |                                                                         |
| 7-2-2007                                                                | Basilea                                                                 | Germania                                                                | 3 – 1                                                                   | Svizzera                                                                | Amichevole                                                              | -                                                                       | 57’                                                                     |
| 22-3-2007                                                               | Fort Lauderdale                                                         | Giamaica                                                                | 0 – 2                                                                   | Svizzera                                                                | Amichevole                                                              | -                                                                       | 46’                                                                     |
| 25-3-2007                                                               | Miami                                                                   | Colombia                                                                | 3 – 1                                                                   | Svizzera                                                                | Amichevole                                                              | -                                                                       | 73’                                                                     |
| 2-6-2007                                                                | Basilea                                                                 | Svizzera                                                                | 0 – 0                                                                   | Argentina                                                               | Amichevole                                                              | -                                                                       | Cap. 63’                                                                |
| 22-8-2007                                                               | Lancy                                                                   | Svizzera                                                                | 2 – 1                                                                   | Paesi Bassi                                                             | Amichevole                                                              | -                                                                       | Cap.                                                                    |
| 7-9-2007                                                                | Vienna                                                                  | Cile                                                                    | 1 – 2                                                                   | Svizzera                                                                | Amichevole                                                              | -                                                                       | Cap.                                                                    |
| 11-9-2007                                                               | Klagenfurt am Wörthersee                                                | Giappone                                                                | 4 – 3                                                                   | Svizzera                                                                | Amichevole                                                              | 1                                                                       | Cap.                                                                    |
| 13-10-2007                                                              | Zurigo                                                                  | Svizzera                                                                | 3 – 1                                                                   | Austria                                                                 | Amichevole                                                              | -                                                                       | Cap. 86’                                                                |
| 17-10-2007                                                              | Basilea                                                                 | Svizzera                                                                | 0 – 1                                                                   | Stati Uniti                                                             | Amichevole                                                              | -                                                                       | Cap.                                                                    |
| 20-11-2007                                                              | Zurigo                                                                  | Svizzera                                                                | 0 – 1                                                                   | Nigeria                                                                 | Amichevole                                                              | -                                                                       | Cap. 53’ 76’                                                            |
| 24-5-2008                                                               | Lugano                                                                  | Svizzera                                                                | 2 – 0                                                                   | Slovacchia                                                              | Amichevole                                                              | -                                                                       |                                                                         |
| 30-5-2008                                                               | San Gallo                                                               | Svizzera                                                                | 3 – 0                                                                   | Liechtenstein                                                           | Amichevole                                                              | -                                                                       | 71’                                                                     |
| 7-6-2008                                                                | Basilea                                                                 | Svizzera                                                                | 0 – 1                                                                   | Rep. Ceca                                                               | Euro 2008 - 1º turno                                                    | -                                                                       | 59’                                                                     |
| 11-6-2008                                                               | Basilea                                                                 | Svizzera                                                                | 1 – 2                                                                   | Turchia                                                                 | Euro 2008 - 1º turno                                                    | -                                                                       | Cap.                                                                    |
| 15-6-2008                                                               | Basilea                                                                 | Svizzera                                                                | 2 – 0                                                                   | Portogallo                                                              | Euro 2008 - 1º turno                                                    | -                                                                       | Cap.                                                                    |
| 20-8-2008                                                               | Basilea                                                                 | Svizzera                                                                | 4 – 1                                                                   | Cipro                                                                   | Amichevole                                                              | -                                                                       | Cap. 35’                                                                |
| 6-9-2008                                                                | Tel Aviv                                                                | Israele                                                                 | 2 – 2                                                                   | Svizzera                                                                | Qual. Mondiali 2010                                                     | -                                                                       | Cap.                                                                    |
| 10-9-2008                                                               | Zurigo                                                                  | Svizzera                                                                | 1 – 2                                                                   | Lussemburgo                                                             | Qual. Mondiali 2010                                                     | -                                                                       |                                                                         |
| 11-2-2009                                                               | Lancy                                                                   | Svizzera                                                                | 1 – 1                                                                   | Bulgaria                                                                | Amichevole                                                              | -                                                                       | 61’                                                                     |
| 28-3-2009                                                               | Chișinău                                                                | Moldavia                                                                | 0 – 2                                                                   | Svizzera                                                                | Qual. Mondiali 2010                                                     | -                                                                       |                                                                         |
| 1-4-2009                                                                | Ginevra                                                                 | Svizzera                                                                | 2 – 0                                                                   | Moldavia                                                                | Qual. Mondiali 2010                                                     | -                                                                       |                                                                         |
| 12-8-2009                                                               | Basilea                                                                 | Svizzera                                                                | 0 – 0                                                                   | Italia                                                                  | Amichevole                                                              | -                                                                       | 86’                                                                     |
| 5-9-2009                                                                | Basilea                                                                 | Svizzera                                                                | 2 – 0                                                                   | Grecia                                                                  | Qual. Mondiali 2010                                                     | -                                                                       | 87’                                                                     |
| 5-6-2010                                                                | Ginevra                                                                 | Svizzera                                                                | 1 – 1                                                                   | Italia                                                                  | Amichevole                                                              | -                                                                       | 81’ 86’                                                                 |
| Totale                                                                  |                                                                         | Presenze                                                                | 62                                                                      |                                                                         | Reti                                                                    | 3                                                                       |                                                                         |

### Statistiche da allenatore
Statistiche aggiornate al 25 maggio 2025. In grassetto le competizioni vinte.
| Stagione        | Squadra         | Campionato      | Campionato | Campionato | Campionato | Campionato | Coppe nazionali | Coppe nazionali | Coppe nazionali | Coppe nazionali | Coppe nazionali | Coppe continentali | Coppe continentali | Coppe continentali | Coppe continentali | Coppe continentali | Altre coppe | Altre coppe | Altre coppe | Altre coppe | Altre coppe | Totale | Totale | Totale | Totale | % Vittorie | Piazzamento |
| Stagione        | Squadra         | Comp            | G          | V          | N          | P          | Comp            | G               | V               | N               | P               | Comp               | G                  | V                  | N                  | P                  | Comp        | G           | V           | N           | P           | G      | V      | N      | P      | %          | Piazzamento |
| --------------- | --------------- | --------------- | ---------- | ---------- | ---------- | ---------- | --------------- | --------------- | --------------- | --------------- | --------------- | ------------------ | ------------------ | ------------------ | ------------------ | ------------------ | ----------- | ----------- | ----------- | ----------- | ----------- | ------ | ------ | ------ | ------ | ---------- | ----------- |
| feb.-giu. 2018  | Zurigo          | SL              | 14         | 4          | 5          | 5          | CS              | 2               | 2               | 0               | 0               | -                  | -                  | -                  | -                  | -                  | -           | -           | -           | -           | -           | 16     | 6      | 5      | 5      | 37,50      | Sub, 4°     |
| 2018-2019       | Zurigo          | SL              | 36         | 11         | 11         | 14         | CS              | 5               | 4               | 0               | 1               | UEL                | 8                  | 3                  | 1                  | 4                  | -           | -           | -           | -           | -           | 49     | 18     | 12     | 19     | 36,73      | 7°          |
| 2019-2020       | Zurigo          | SL              | 36         | 12         | 7          | 17         | CS              | 3               | 2               | 0               | 1               | -                  | -                  | -                  | -                  | -                  | -           | -           | -           | -           | -           | 39     | 14     | 7      | 18     | 35,90      | 7°          |
| sett.-ott. 2020 | Zurigo          | SL              | 3          | 0          | 1          | 2          | CS              | 1               | 0               | 0               | 1               | -                  | -                  | -                  | -                  | -                  | -           | -           | -           | -           | -           | 4      | 0      | 1      | 3      | &0,00      | Eson.       |
| Totale Zurigo   | Totale Zurigo   | Totale Zurigo   | 89         | 27         | 24         | 38         |                 | 11              | 8               | 0               | 3               |                    | 8                  | 3                  | 1                  | 4                  |             | -           | -           | -           | -           | 108    | 38     | 25     | 45     | 35,19      |             |
| dic. 2021-2022  | Altach          | BL              | 13         | 4          | 4          | 5          | ÖFB             | -               | -               | -               | -               | -                  | -                  | -                  | -                  | -                  | -           | -           | -           | -           | -           | 13     | 4      | 4      | 5      | 30,77      | Sub 11°     |
| 2022-2023       | Losanna         | CL              | 36         | 17         | 10         | 9          | CS              | 3               | 2               | 0               | 1               | -                  | -                  | -                  | -                  | -                  | -           | -           | -           | -           | -           | 39     | 19     | 10     | 10     | 48,72      | 2° (prom.)  |
| 2023-2024       | Losanna         | SL              | 38         | 11         | 12         | 15         | CS              | 3               | 2               | 0               | 1               | -                  | -                  | -                  | -                  | -                  | -           | -           | -           | -           | -           | 41     | 13     | 12     | 16     | 31,71      | 10°         |
| 2024-2025       | Losanna         | SL              | 38         | 14         | 11         | 13         | CS              | 5               | 3               | 1               | 1               | -                  | -                  | -                  | -                  | -                  | -           | -           | -           | -           | -           | 43     | 17     | 12     | 14     | 39,53      | 5°          |
| Totale Losanna  | Totale Losanna  | Totale Losanna  | 112        | 42         | 33         | 37         |                 | 11              | 7               | 1               | 3               |                    | -                  | -                  | -                  | -                  |             | -           | -           | -           | -           | 123    | 49     | 34     | 40     | 39,84      |             |
| 2025-2026       | Basilea         | SL              | 3          | 2          | 0          | 1          | CS              | 0               | 0               | 0               | 0               | UCL                | 0                  | 0                  | 0                  | 0                  | -           | -           | -           | -           | -           | 3      | 2      | 0      | 1      | 66,67      |             |
| Totale carriera | Totale carriera | Totale carriera | 217        | 75         | 61         | 81         |                 | 22              | 15              | 1               | 6               |                    | 8                  | 3                  | 1                  | 4                  |             | -           | -           | -           | -           | 247    | 93     | 63     | 91     | 37,65      |             |

## Palmarès

### Giocatore

#### Club

##### Competizioni nazionali
- Campionato tedesco: 2

Werder Brema: 2003-2004
Stoccarda: 2006-2007
- Coppa di Germania: 1

Werder Brema: 2003-2004

### Allenatore

#### Competizioni nazionali
- Coppa Svizzera: 1

Zurigo: 2017-2018